# Takefumi Sakata
Pour les articles homonymes, voir Sakata.
Takefumi Sakata (坂田 健史, Sakata Takefumi) est un boxeur japonais né le 29 janvier 1980 à Fuchū.

## Carrière
Il devient champion du monde des poids mouches WBA à Tokyo le 19 mars 2007 en battant par arrêt de l'arbitre à la 3e reprise Lorenzo Parra. Il conserve sa ceinture aux dépens de Roberto Vasquez le 1er juillet 2007 (victoire aux points) puis contre Denkaosan Kaovichit le 4 novembre 2007 (match nul) ; Shingo Yamaguchi le 29 mars 2008 (victoire aux points) et Hiroyuki Hisataka le 30 juillet 2008 (victoire aux points).
Kaovichit lui ravit sa ceinture par KO dans le 2e round lors de leur second combat à Hiroshima le 31 décembre 2008.